# إيدا فوس
إيدا فوس (بالهولندية: Ida Vos) هي كاتبة للأطفال وكاتِبة وشاعرة هولندية، ولدت في 13 ديسمبر 1931 في خرونينغن في هولندا، وتوفيت في 3 أبريل 2006 في أمستلفين في هولندا.